# Javad Kazemian
Javad Kazemian (* 23. April 1981 in Kaschan) ist ein ehemaliger iranischer Fußballspieler.

## Karriere
Kazemian gehörte schon von Jugend an zu den besten Spielern seines Jahrgangs im Iran und einen Durchbruch in der ersten iranischen Liga schaffte er beim Hauptstadtverein Saipa Teheran. Bereits mit 21 Jahren wagte er den Sprung ins Ausland zum Dubaier Club Al-Ahli (Vereinigte Arabische Emirate), wo auch sein Landsmann Ali Karimi spielte. Doch bereits nach wenigen Monaten kehrte er wieder zu seinem alten Verein zurück. Ab 2003 spielte er dann für den iranischen Rekordmeister Persepolis Teheran, der aber in den folgenden drei Jahren keinen Titel errang und sich nicht für internationale Wettbewerbe qualifizierte.
Javad Kazemian spielte schon in den Jugendauswahlen des Iran und vertrat sein Land in der U19, der U21 und bei der Junioren-Fußballweltmeisterschaft 2001 in Argentinien. Am 19. Januar 2001 wurde er erstmals in der A-Nationalmannschaft eingesetzt. Seitdem kommt er dort regelmäßig zum Einsatz.
Ein Höhepunkt war 2002 der Gewinn der Goldmedaille mit der iranischen U23-Fußballnationalmannschaft bei den Asienspielen in Busan, wo er im Finale selbst ein Tor schoss. Kazemian wurde auch in der Qualifikation zur Fußball-Weltmeisterschaft 2006 in Deutschland dreimal eingesetzt und gehörte bei der Endrunde zum Aufgebot des Iran. Er kam jedoch nicht zum Einsatz, da auf seiner Position als Rechtsaußen Mehdi Mahdavikia eingesetzt wurde.
Nach der WM wechselte er erneut in die Vereinigten Arabischen Emirate, diesmal auf Leihbasis, nach Schardscha zu Al-Shaab. Obwohl er eine erfolgreiche Saison spielte, wechselte er nach nur einer Saison zu Al Shabab, wo er bei 15 Einsätzen neun Treffer erzielte. In der Spielzeit 2008/09 spielte er für den Aufsteiger Adschman Club. Ende 2009 verließ er den Klub zum Emirates Club.
Im Jahr 2010 kehrte Kazemian den Vereinigten Arabischen Emiraten den Rücken und kehrte in sein Heimatland zurück. Er schloss sich dem Sepahan FC, mit dem er die Meisterschaft 2011 gewinnen konnte. Anschließend wechselte er zu Persepolis, wo er zwar Stammspieler war, nicht aber an frühere Erfolge anknüpfen konnte. Anfang 2013 ging er zu Tractor Sazi Täbris, wo er im Jahr 2014 den iranischen Pokal gewinnen konnte. Im Jahr 2015 beendete er bei Saba Qom seine Karriere.

## Erfolge
- Iranischer Meister: 2011
- Iranischer Pokalsieger: 2014
- Meister der Vereinigten Arabischen Emirate: 2008
- Pokalsieger der Vereinigten Arabischen Emirate: 2010